# ラクナウ
座標: 北緯26度51分00秒 東経80度55分02秒 / 北緯26.84988度 東経80.917225度
ラクナウ（ヒンディー語: लखनऊ, ウルドゥー語: لکھنؤ, [l̪əkʰ.n̪ə.uː] ラクナウー; 英語: Lucknow）は、インドウッタル・プラデーシュ州の州都である。18世紀、アワド藩王国の首都として栄えた。ニューデリーの南東約500kmにある。ラクノーとも呼ばれる。

## 概要
2011年の人口は2,815,601人。
都市の中央をゴームティー川が流れ、それを挟んで街はトランス・ゴームティー地区とcis-ゴームティー地区に分けられる。
研究機関が多く、農業関係としては先端の施設を有するインド国立サトウキビ研究所 (Indian Institute of Sugarcane Research) が、サトウキビの栽培試験、育種、品質管理を行っている。

## 歴史

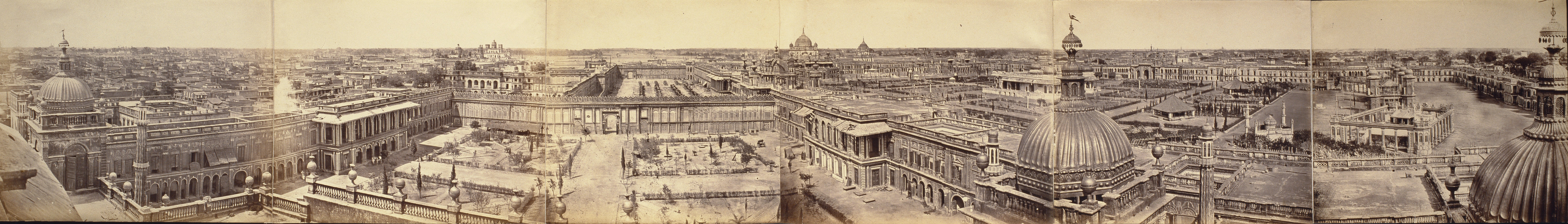
1858年当時のバラー・イマームバラ

街の名前ラクナウの起源については諸説あり、そのうちの一つがこの地に長く逗留したラーマ王の兄弟ラクシュマナ (Lakshmana) に由来するという説である。
市内には、ムガル帝国、アワド太守時代の壮麗な史跡が残っている。
1775年、アワド太守のアーサフ・ウッダウラは、父シュジャー・ウッダウラの死後、ファイザーバードからこの地に遷都し、その発展に力を入れた。
なかでも、トルコ門のルーミー・ダルワーザーと、シーア派のモスクであるイマーム・バーラーは、非常に壮麗な建築物で、その周辺もアースフィー・モスクなど歴史的建造物が多い。

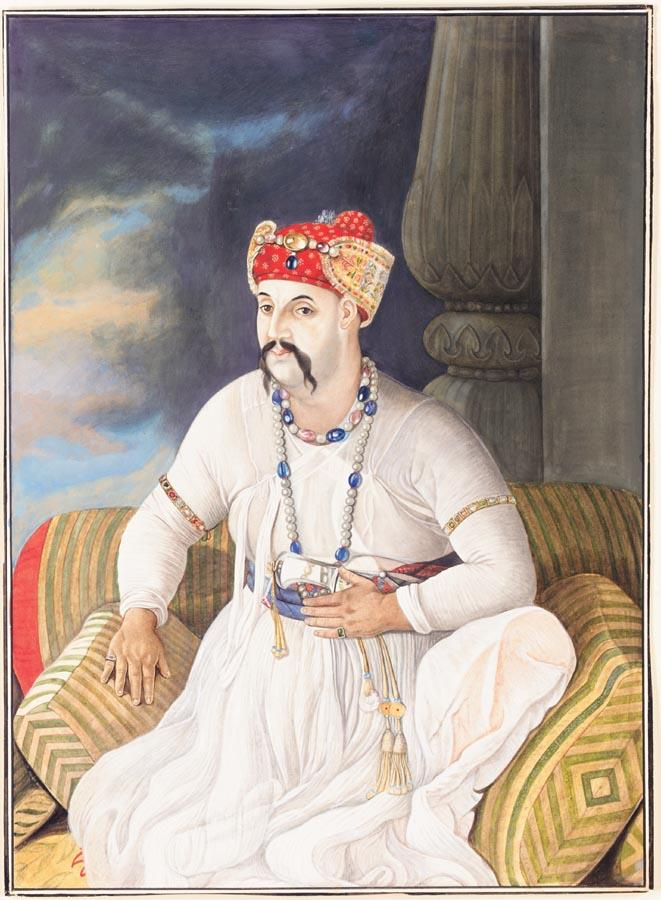
アーサフ・ウッダウラ

インド大反乱では、壮絶な攻防戦が繰り広げられ、イギリス領インド帝国でも重要な役割を果たし、現在でもインドの重要都市である。
1916年、ラクナウ協定が同地で締結された。

## 気候
ラクナウはケッペンの気候区分では温暖湿潤気候に属し、夏と冬の気温差が大きい。4月から10月までが夏であり、特に4〜6月は、乾燥しほとんど雨は降らず、非常に暑く最高気温は軽く40度を超える。最も暑い月である5月の平均最高気温は40度で、平均最低気温は24.6度である。6月中旬から9月中旬には季節風（モンスーン）のため降水量が多く、月間降水量が200ミリ以上となる。冬は12月から2月で涼しく乾燥し平均最高気温は25℃前後である。冬には北インド特有の濃霧が多く発生する。
| ラクナウの気候                                                         | ラクナウの気候 | ラクナウの気候 | ラクナウの気候 | ラクナウの気候 | ラクナウの気候 | ラクナウの気候 | ラクナウの気候 | ラクナウの気候 | ラクナウの気候 | ラクナウの気候 | ラクナウの気候 | ラクナウの気候 | ラクナウの気候 |
| 月                                                                     | 1月            | 2月            | 3月            | 4月            | 5月            | 6月            | 7月            | 8月            | 9月            | 10月           | 11月           | 12月           | 年             |
| ---------------------------------------------------------------------- | -------------- | -------------- | -------------- | -------------- | -------------- | -------------- | -------------- | -------------- | -------------- | -------------- | -------------- | -------------- | -------------- |
| 最高気温記録 °C （°F）                                                 | 30.4 (86.7)    | 34.2 (93.6)    | 40.9 (105.6)   | 45.0 (113)     | 46.2 (115.2)   | 47.7 (117.9)   | 44.2 (111.6)   | 40.4 (104.7)   | 40.1 (104.2)   | 37.7 (99.9)    | 38.0 (100.4)   | 29.9 (85.8)    | 47.7 (117.9)   |
| 平均最高気温 °C （°F）                                                 | 22.5 (72.5)    | 25.8 (78.4)    | 32.0 (89.6)    | 38.0 (100.4)   | 40.0 (104)     | 38.4 (101.1)   | 33.9 (93)      | 33.2 (91.8)    | 33.1 (91.6)    | 32.8 (91)      | 29.2 (84.6)    | 24.6 (76.3)    | 32.0 (89.6)    |
| 平均最低気温 °C （°F）                                                 | 7.5 (45.5)     | 9.8 (49.6)     | 14.5 (58.1)    | 20.5 (68.9)    | 24.6 (76.3)    | 26.7 (80.1)    | 26.0 (78.8)    | 25.6 (78.1)    | 24.1 (75.4)    | 19.1 (66.4)    | 12.8 (55)      | 8.4 (47.1)     | 18.3 (64.9)    |
| 最低気温記録 °C （°F）                                                 | −1.0 (30.2)    | 0.0 (32)       | 5.4 (41.7)     | 10.9 (51.6)    | 17.0 (62.6)    | 19.7 (67.5)    | 21.5 (70.7)    | 22.2 (72)      | 17.2 (63)      | 10.0 (50)      | 3.9 (39)       | 0.5 (32.9)     | −1.0 (30.2)    |
| 雨量 mm （inch）                                                       | 20.2 (0.795)   | 16.0 (0.63)    | 10.0 (0.394)   | 5.0 (0.197)    | 18.4 (0.724)   | 122.9 (4.839)  | 269.9 (10.626) | 255.3 (10.051) | 211.5 (8.327)  | 40.9 (1.61)    | 7.4 (0.291)    | 12.6 (0.496)   | 990.1 (38.98)  |
| 平均降雨日数                                                           | 1.5            | 1.5            | 1.0            | 0.6            | 1.6            | 5.4            | 12.0           | 11.6           | 8.6            | 1.7            | 0.5            | 0.8            | 46.8           |
| 出典：India Meteorological Department (record high and low up to 2010) |                |                |                |                |                |                |                |                |                |                |                |                |                |

## 教育
主要記事：w:List of educational institutions in Lucknow

## ギャラリー

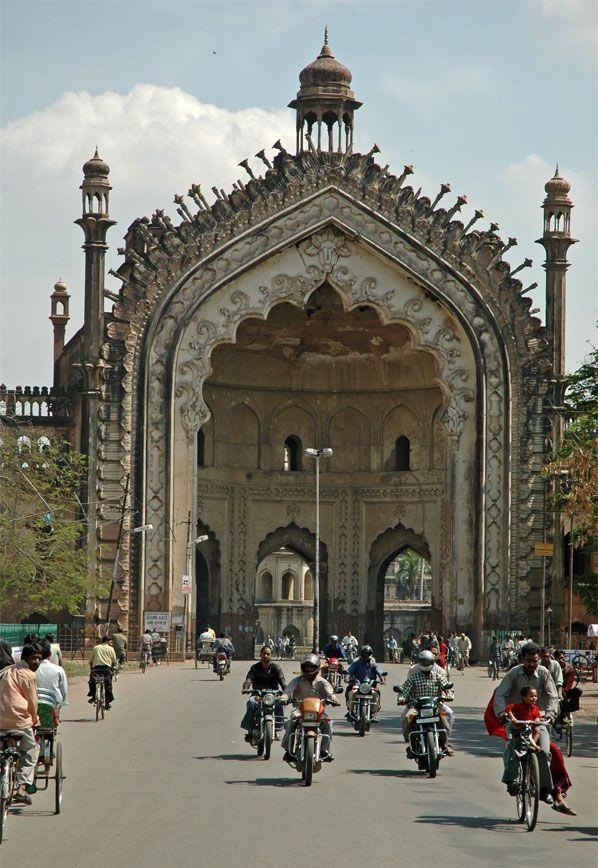
ルーミー・ダルワーザー
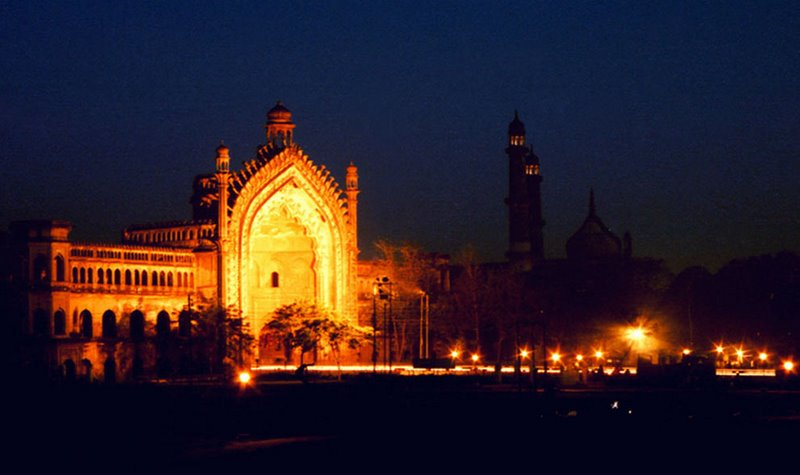
ルーミー・ダルワーザー（夜景も美しい）
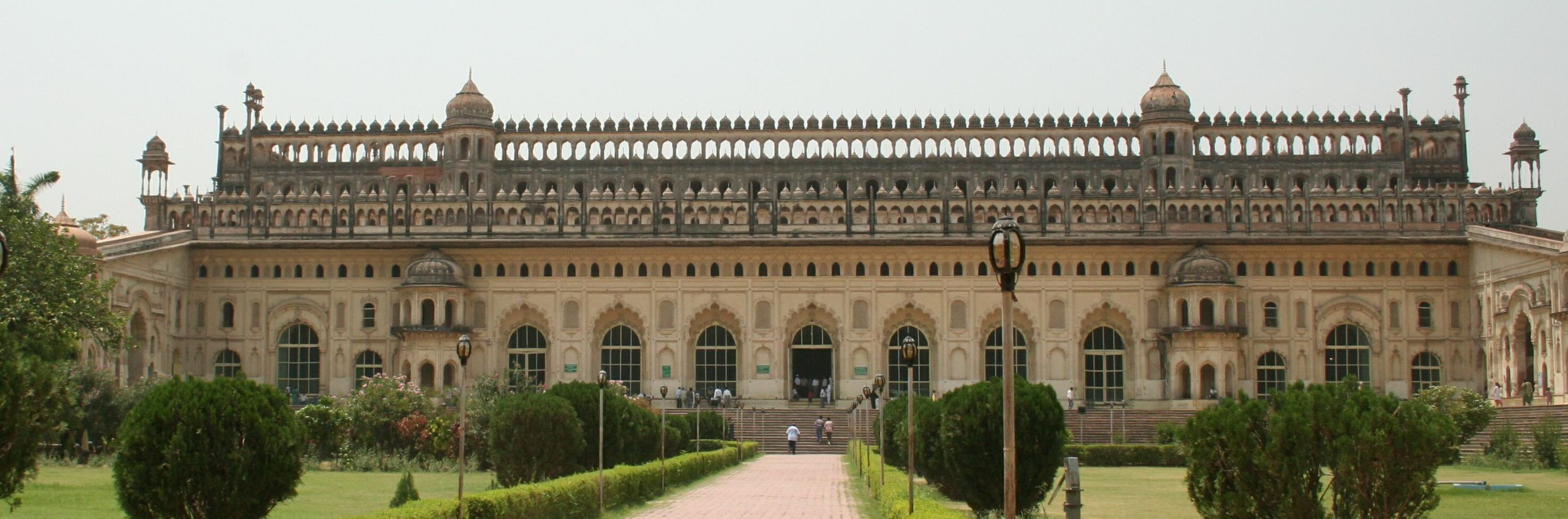
イマーム・バーラー
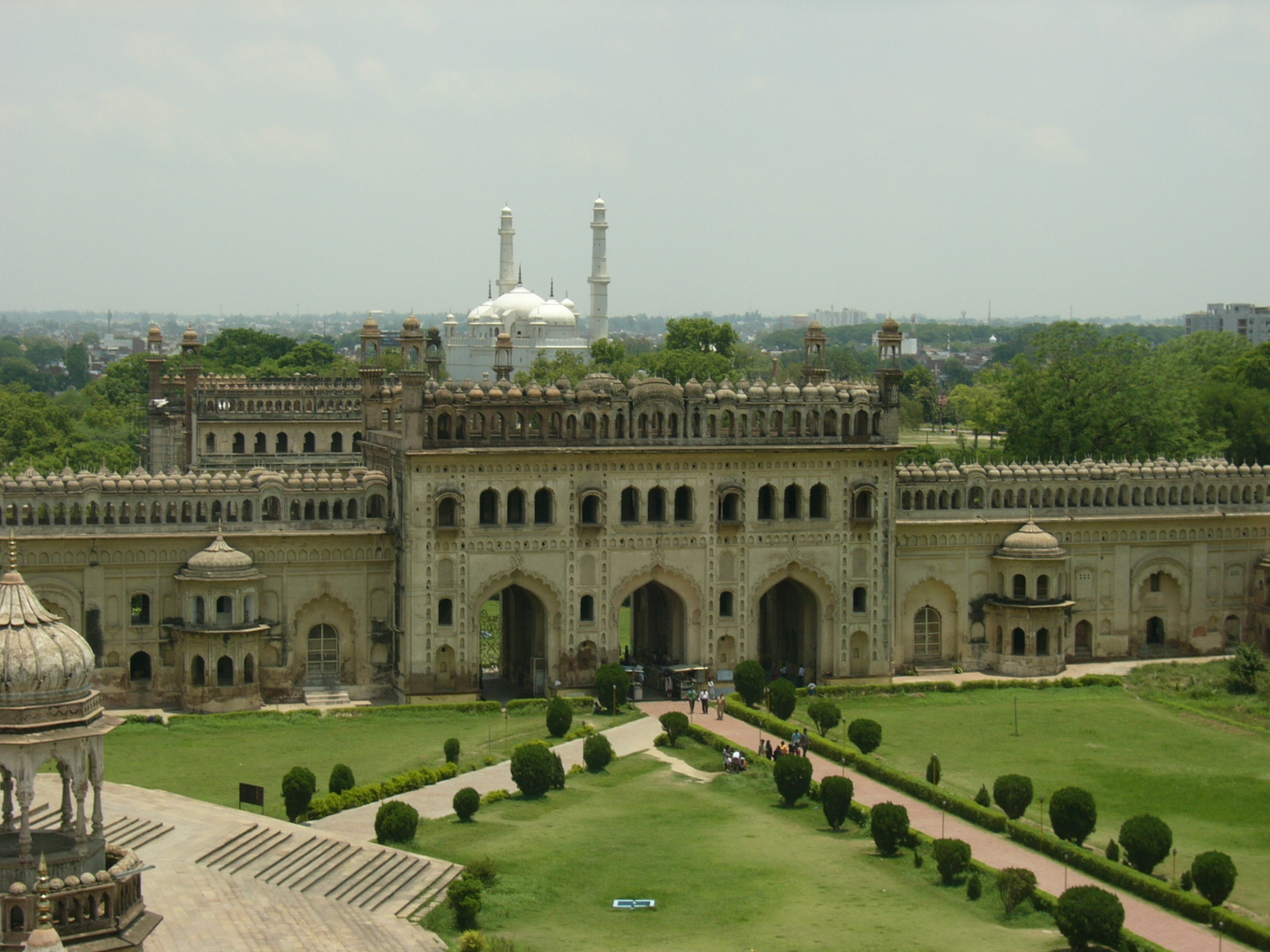
イマーム・バーラー
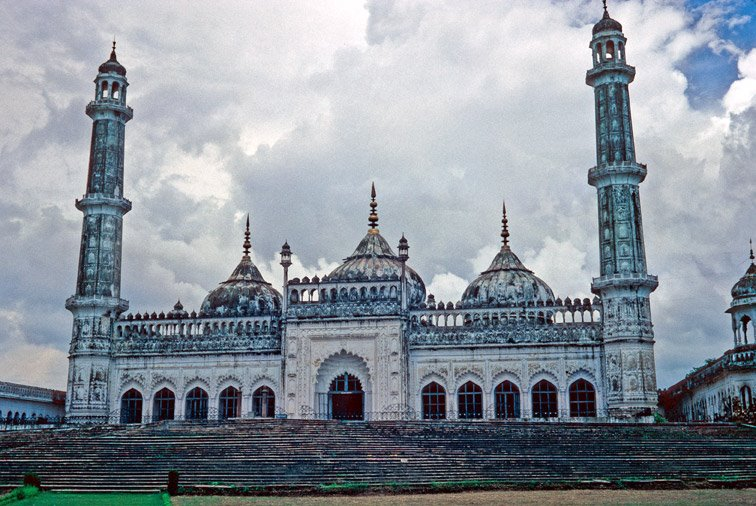
アースフィー・モスク
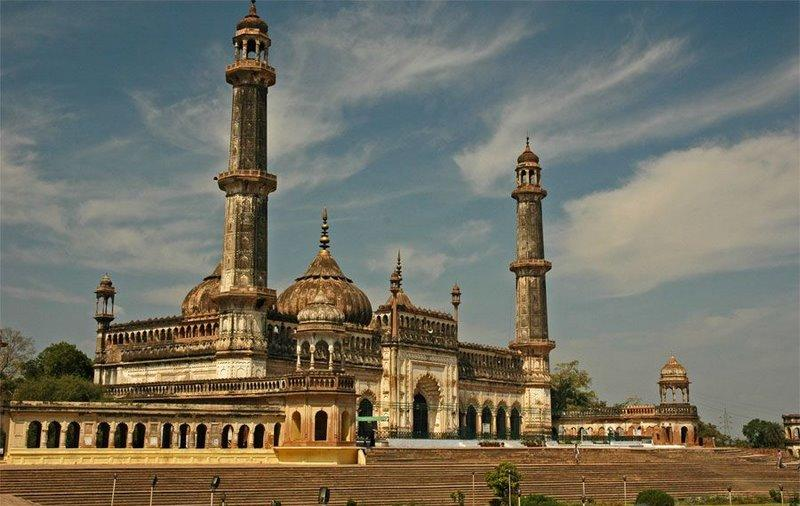
アースフィー・モスク
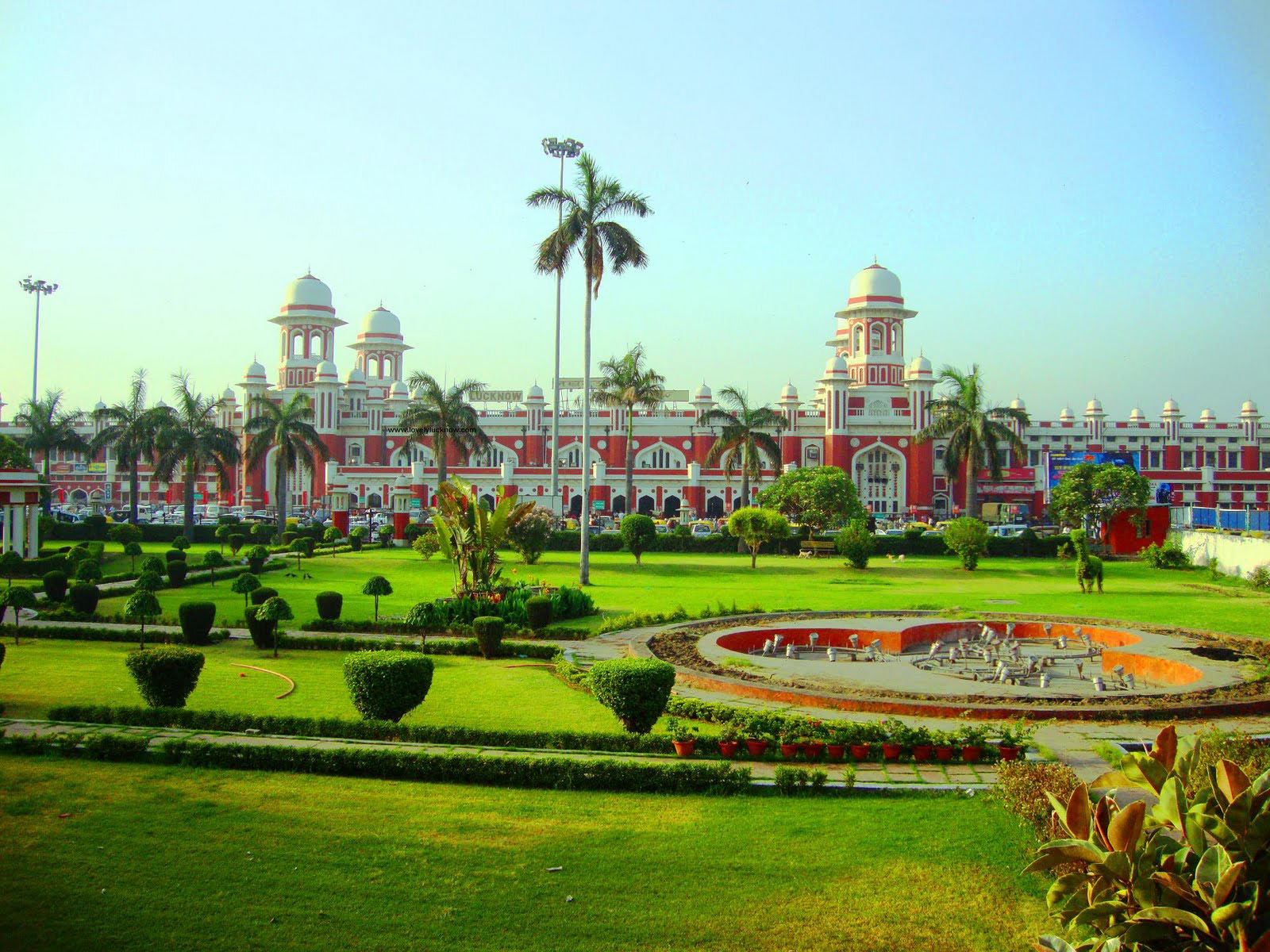
駅
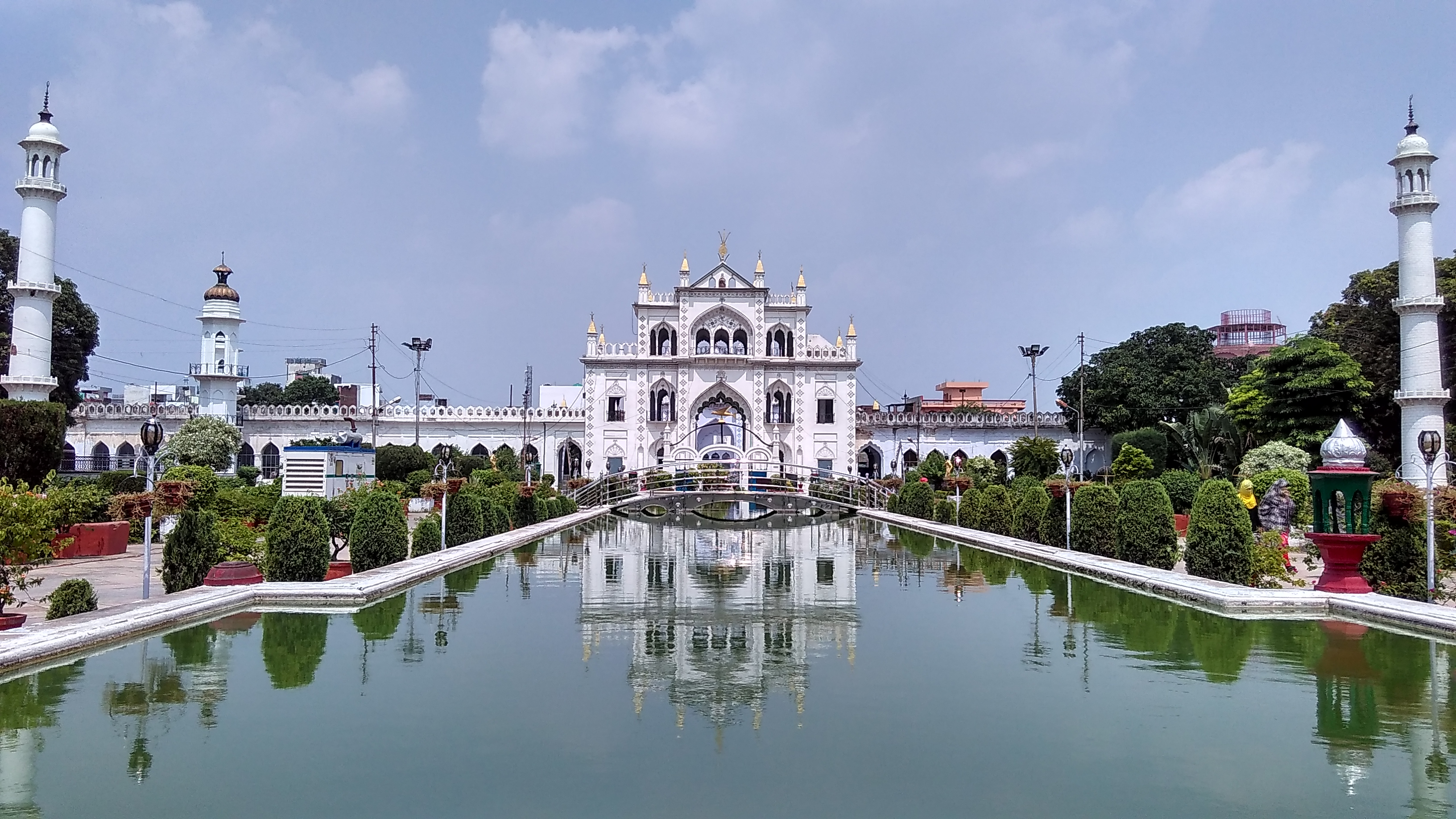
チョータ・イマームバーラー

## スポーツ

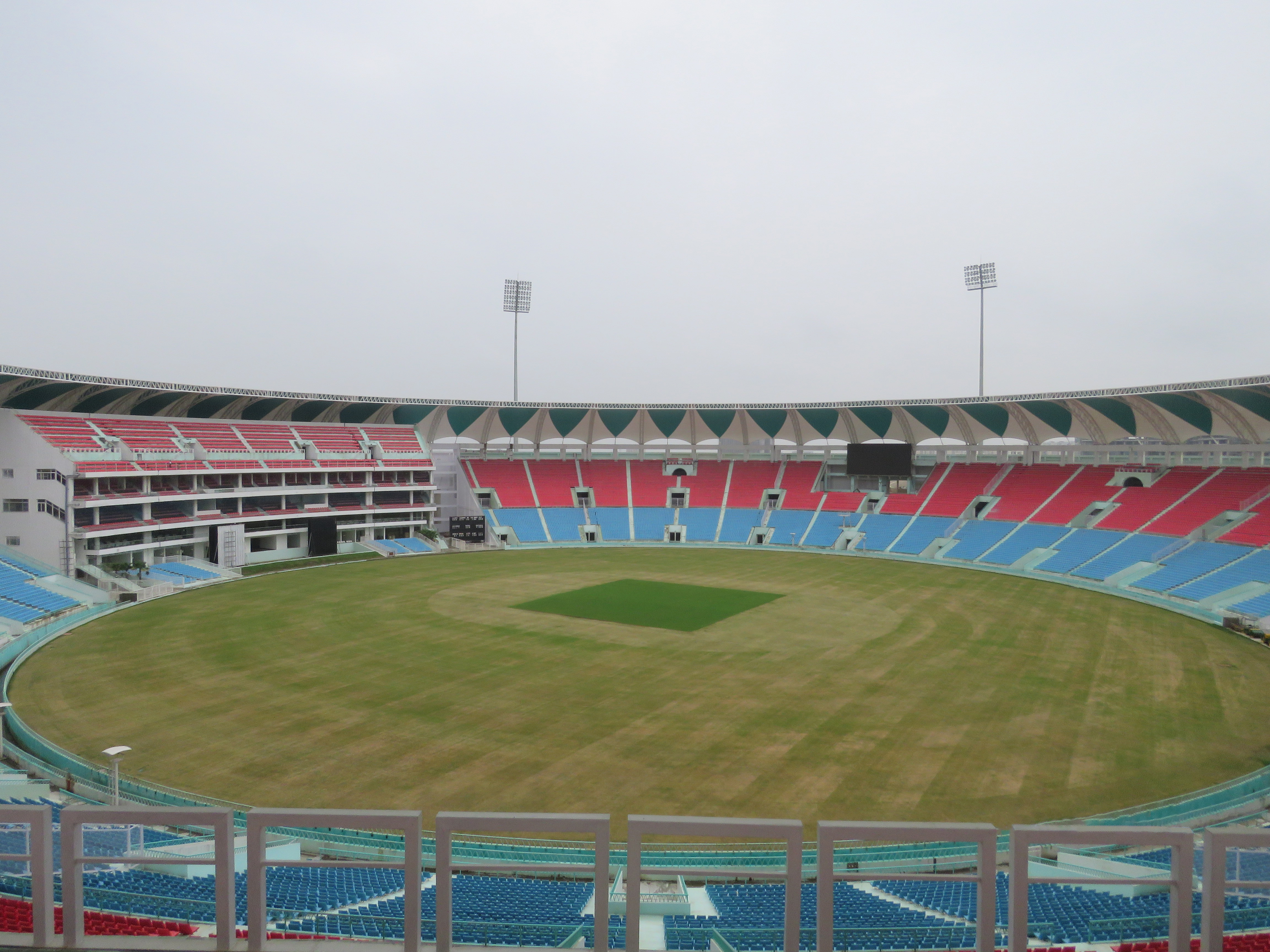
BRSABVエカナ・クリケット・スタジアム

クリケットはラクナウで最も人気のあるスポーツになっている。ラクナウにはインディアン・プレミアリーグ(IPL)に所属しているラクナウ・スーパージャイアンツが所在している。2021年に創設され、2022年シーズンにデビューした。ホームスタジアムはBRSABVエカナ・クリケット・スタジアム。2022年のフォーブスの発表によると、ラクナウ・スーパージャイアンツの資産価値は10億7500万ドルであり、北米4大プロスポーツリーグのチームに劣らない規模がある。2023年には女子プロクリケットリーグの女子プレミアリーグ（WPL）が開幕し、ラクナウにはUPウォリアーズが所在している。

## 交通

### 空港
アマウシ空港 (Amausi Airport) からデリー、中西部のジャイプル（Jaipur）、東部のパトナー（Patna）、コルカタ、ムンバイ、州内にあるヒンドゥー教の聖地ワーラーナシー（Varanasi）および他の主要都市に接続し、国際線でドバイ、ジッダ、マスカット、シャールジャへ接続している。2015年末からは、ラクナウ都市圏から初の東南アジア直行便として、タイガーエア運航によるシンガポール発着の新規路線が開設される。日本国とも刺繍などの伝統文化交流により訪れる関係者もおり、以前は航空路の整備の面で課題があったが、本格的なLCC路線が増加した2010年代からは、タイガーエア台湾（中華民国/台北経由便）を利用する事により、東京/成田国際空港から2回（台北・シンガポール）の乗り継ぎで、LCC路線のみで到着する事が可能な都市となった。

### 鉄道
デリー、コルカタ、ムンバイなどの大都市を含め市内の駅からインド各地へ向かう列車が設定されている。インド国鉄の長距離急行列車の発着する駅は市内や近郊に3つほどある。チャルバーグ駅とジャンクション駅は別名称であるが、隣接して存在し駅前広場を共用している。日本でいう大阪駅と梅田駅、東京駅と大手町駅などの関係に近い。高速運転を行う座席車シャターブディー急行（Shatabdi Express）がデリーとの間に設定されており、ジャンクション駅発着で運転されている。デリーと各地の州都を結ぶ国鉄の誇る豪華高速寝台列車ラージダーニー急行（Rajdhani Express）のうち、アッサム州へ向かう列車の一部がチャルバグ駅を経由するルートで運転されている。
ラクナウ・チャルバーグ駅（Lucknow Charbagh、国鉄略称LKO）は市内最大のターミナル駅で駅舎は駅前広場の南側にある。国鉄の北部管理局（Northern Railway、略称NR）が管轄しており、隣接するジャンクション駅と隣接し紛らわしいためにラクナウ・エヌアール駅（Lucknow NR）と呼ばれることも多い。東西に延びる通過型ホームの駅。駅構内南側から西側にかけて大規模な操車場を有し、さらに南側には国鉄の機関車整備工場もある。ラクナウ・ジャンクション駅（Lucknow Junction、国鉄略称LJN）はチャールバグ駅に隣接してある駅で駅舎は駅前広場の西側にある。国鉄の北東部管理局（North Eastern Railway、略称NER）が管轄しており、隣接するチャルバーグ駅と区別するためにラクナウ・エヌイーアール駅（Lucknow NER）と呼ばれることも多い。西側に向けて線路が伸びる頭端式ホームのターミナル駅。この駅を跨いで運転される列車は少ないが一日数本が設定されている。主な行先はデリー、ムンバイなど。ラクナウからムンバイに向かう列車のうち唯一の毎日運転の列車は当駅発着の夜行寝台列車プシュパクエクスプレス（Pushpak Express）である。
アイシュバーグ駅（Aishbagh、国鉄略称ASH)およびラクナウシティ駅（Lucknow City）はチャールバグ駅などの北西にある駅。この2駅は元々はラクナウから北へ向かう狭軌（軌間1mちょうどのメーターゲージ）路線のラクナウにおけるターミナル駅であったが、2010年代より国鉄路線と同じ広軌（1,676㎜）に改軌工事が行われ、ラクナウ側は完成し国鉄の広軌路線網に接続された。これらの駅発着でインド各地に向かう列車が設定されている、

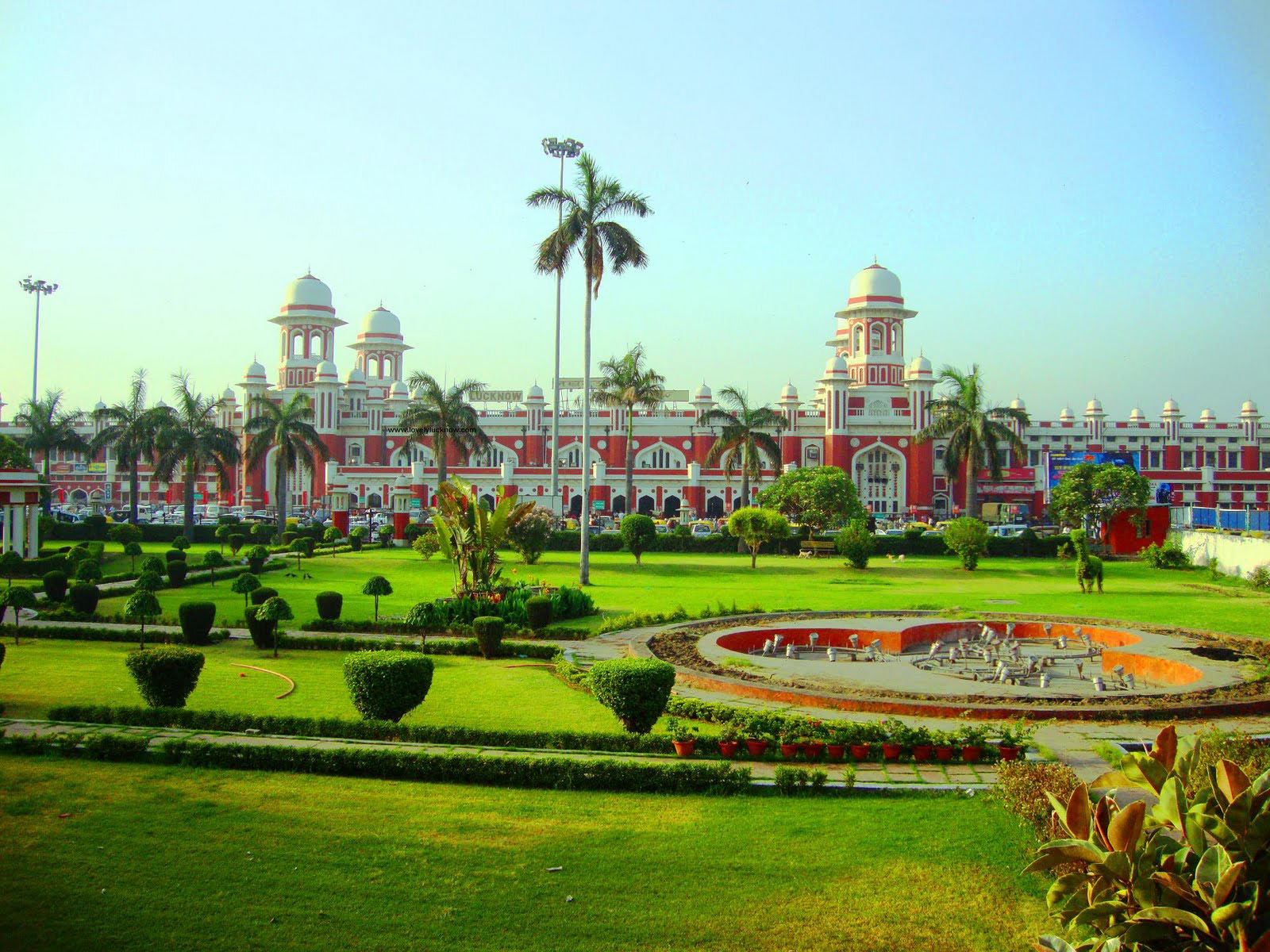
駅前広場の庭園から望むチャルバグ駅
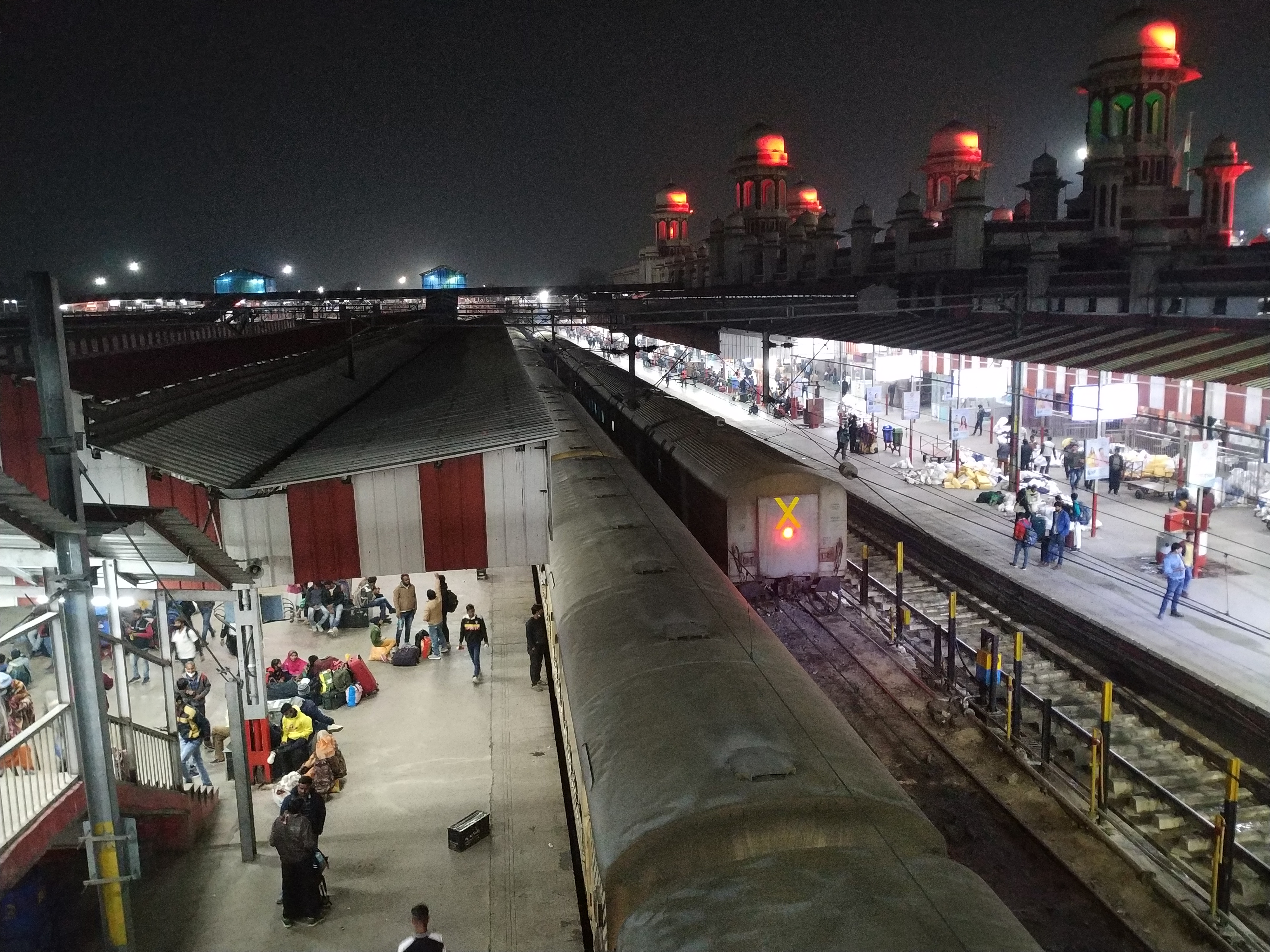
チャルバグ駅ホーム

### 地下鉄
- ラクナウ地下鉄（英語版） - 2017年開通。2路線が開通。

### 自動車
同州の工業都市カーンプルからの道路もよく整備されている。